# 에드워드 몰리
에드워드 윌리엄스 몰리(1838년 1월 29일 - 1923년 2월 23일)는 미국의 과학자이다. 앨버트 마이컬슨과 마이컬슨-몰리 실험을 한 것으로 유명하다.
몰리는 뉴저지주의 뉴웍에서 태어나서 코네티컷주의 웨스트 하트포드에서 성장하였다. 그는 1860년에 윌리엄스 대학교를 졸업하였다.
1869년부터 1906년까지 Western Reserve College (오늘날, Case Western Reserve University로 합쳐짐 )의 화학과 교수였다.
그의 가장 기억되는 업적으로, 1887년 앨버트 마이켈슨과 함께 마이켈슨-몰리 실험을 한 것이다.
몰리는 대기중 산소의 성분과 열 팽창, 자기장 안에서의 빛의 속도등에 대하여 연구 하였다.

## 수상
- American Association for the Advancement of Science의 회장 (1895)
- American Chemical Society의 회장(1899).
- Davy Medal of the Royal Society of London (1907)
- Elliott Cresson Medal (1912)
- Willard Gibbs Medal of the Chicago Section of the American Chemical Society (1899).